# PayPal
PayPal est une entreprise américaine de service de paiement en ligne au niveau international. La plateforme sert d'alternative au paiement par chèque ou par carte bancaire. Son site propose un moyen de paiement pour les sites de commerce électronique, les enchères ainsi que d'autres utilisations commerciales pour lesquelles la plateforme perçoit une redevance en échange de bénéfices tels qu'une transaction en un clic et l'enregistrement d'un mot de passe. Le système de paiement PayPal, aussi appelé PayPal, est considéré comme étant une plateforme de paiement.
PayPal permet également des virements entre particuliers.
Issue de la fusion en 2000 entre Confinity et X.com sous l'égide de ce dernier, l'entreprise PayPal entre en bourse en 2002 avant d'être rachetée par eBay plus tard dans l'année, dont elle devient une filiale à part entière,. PayPal et eBay se scindent en 2015.
L'entreprise entre dans le classement Fortune 500 des plus grandes sociétés américaines quant au chiffre d'affaires à la 204e place en 2019, selon le magazine Forbes.
L'entreprise est cotée en bourse, au NASDAQ.

## Histoire

### Début
Confinity a été lancé en décembre 1998 par la société de développement de logiciels de sécurité pour appareils portables du même nom,. La société est fondée par Max Levchin, Peter Thiel, Luke Nosek et Ken Howery (ils donneront naissance à la « mafia PayPal »),. Confinity s'est développé et a lancé son service de transfert d'argent en 1999 financé par John Malloy de BlueRun Ventures,.
En mars 2000, Confinity fusionne avec l'entreprise X.com, une société de banque en ligne fondée par Elon Musk. Musk croyait dans les potentialités du futur produit que la société Confinity développait. Musk et le PDG de X.com, Bill Harris, étaient en désaccord sur ce point et ce dernier quitte la société en mai 2000. En octobre de la même année, Musk prend la décision de focaliser X.com sur le projet PayPal et de clore ses autres activités de banque sur internet. Le même mois, Musk est remplacé par Peter Thiel comme PDG de X.com. La société a été renommée PayPal en 2001 et s'est rapidement développée au cours de ces années jusqu'à s'introduire en bourse en 2002. PayPal entre en bourse avec le code mnémo PYPL à treize dollars par action et finit par générer plus de 61 millions de dollars.

### Affiliation à eBay (2002-2014)
Peu de temps après son entrée en bourse, la société est achetée par eBay en juillet 2002 pour 1,5 milliard de dollars avec une estimation à 23 dollars par action soit 77 % au-dessus du prix d'entrée en bourse.
Depuis 2009, PayPal met à disposition de sa communauté de développeurs des API pour leur permettre de tester différents moyens de paiement.

### Scission
En septembre 2014, eBay annonce la scission de PayPal, scission effective en juillet 2015.
En juillet 2015, PayPal acquiert l'entreprise de transfert financier numérique Xoom pour 890 millions d'euros, dans le but de renforcer ses activités au Mexique, en Inde et en Chine. Xoom possède lors de cette offre d'acquisition 1,3 million d'utilisateurs,. En août 2015, PayPal annonce le rachat de la firme Modest, une entreprise spécialisée dans le commerce dit « contextuel ».
En 2016, PayPal se lance dans les solutions de paiement mobile, peu après le lancement d'Apple Pay. Pour cela, PayPal s'associe avec les entreprises Visa et Mastercard.
En février 2017, PayPal acquiert pour 233 millions de dollars TIO Networks, entreprise canadienne ayant développé un réseau de distribution physique destiné aux personnes n'ayant pas de compte bancaire. En août 2017, PayPal annonce l'acquisition de Swift Financial, une entreprise spécialisée dans le crédit à destination des commerçants.
En janvier 2018, eBay annonce la fin de son partenariat avec PayPal pour 2020, ce partenariat mettait en avant PayPal comme solution de paiement. En mai 2018, PayPal annonce l'acquisition de iZettle, une entreprise suédoise spécialisée dans les équipements de paiements, pour 2,2 milliards de dollars,. En juin 2018, PayPal annonce l'acquisition de Simility, une entreprise spécialisée dans la lutte contre la fraude, pour 120 millions de dollars.
En octobre 2018, PayPal s'associe aux Phoenix Suns, une franchise NBA basée dans l'Arizona, et devient leur sponsor officiel pour trois ans. À ce titre, le logo PayPal apparait sur les maillots de l'équipe au niveau de l'épaule gauche. PayPal profite également de ce partenariat pour implémenter leur service de paiement dans l'application mobile du club,.
En novembre 2019, PayPal annonce l'acquisition de Honey Science, entreprise spécialisée dans les coupons de réduction, pour quatre milliards de dollars. En septembre 2021, PayPal annonce l'acquisition de Paidy, une entreprise japonaise de paiement différé, pour 2,7 milliards de dollars.
En février 2023, Paypal annonce le licenciement de 7 % de ses salariés, ce qui représente 2 000 personnes. En janvier 2024, Paypal annonce une nouvelle suppression de 9 % des postes salariés (soit 2 500 postes). Cette réduction d’effectif s’explique notamment par une concurrence plus rude dans le secteur des paiements en ligne.

## Activité
Le service que propose PayPal permet de payer en ligne sans communiquer ses coordonnées bancaires, en s’identifiant simplement avec son adresse électronique et un mot de passe. Il n’est pas nécessaire d’alimenter son compte PayPal à l’avance. La source d’approvisionnement choisie (carte de paiement ou compte bancaire) est automatiquement débitée au moment de la transaction.
Les internautes ne peuvent payer avec leur compte PayPal que sur les sites qui acceptent ce mode de paiement, mais PayPal permet également des virements entre personnes. PayPal peut servir à accepter des paiements par carte (CB, Visa, MasterCard, American Express, Aurore, Cofinoga, 4 étoiles, Privilèges).
L’installation de PayPal est gratuite et ne nécessite pas l’obtention d’un contrat de vente à distance (appelé contrat VAD). PayPal se rémunère en prélevant une commission sur chaque transaction,.

## Actionnaires
Liste des principaux actionnaires au 6 novembre 2021
| Nom                                                | %      |
| -------------------------------------------------- | ------ |
| The Vanguard Group                                 | 7,52 % |
| SSgA Funds Management                              | 3,84 % |
| Fidelity Management & Research                     | 3,53 % |
| Comprehensive Financial Management (California)    | 2,66 % |
| T. Rowe Price Associates (Investment Management)   | 2,58 % |
| Capital Research & Management                      | 2,39 % |
| BlackRock Fund Advisors                            | 2,23 % |
| Geode Capital Management                           | 1,59 % |
| Northern Trust Investments (Investment Management) | 1,10 % |
| Fundsmith (en)                                     | 1,05 % |

## Communication

### Identité visuelle (logo)

Logo de 1999 à 2007.
Logo de 2007 à 2012.
Logo de 2012 à 2014.
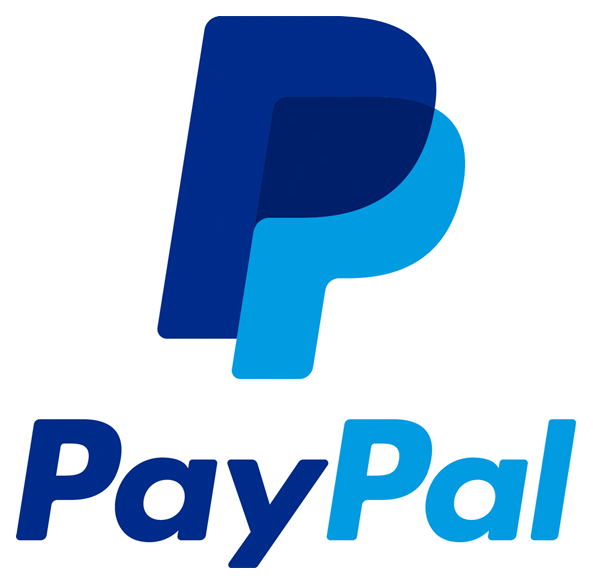
Logo depuis 2014.

## Critiques
En mars 2002, deux procès ont été intentés contre la firme pour violation de l’Acte de transfert de fonds électroniques (AELE) et des lois californiennes. PayPal a démenti avoir mal agi. Les deux procédures ont été fusionnées et, à la suite des décisions prises, PayPal a modifié ses pratiques commerciales, notamment les mesures de résolutions d’impayés.
Le 4 décembre 2010, à la suite de la publication par WikiLeaks de 250 000 câbles diplomatiques, PayPal décide de bloquer le compte de l’organisation. Plusieurs commentateurs, journalistes et associations reprochent alors à PayPal d’avoir cédé aux pressions gouvernementales, aux dépens de la liberté d’expression.
Le 27 juillet 2011, à la suite des arrestations de membres d’Anonymous et afin de continuer à dénoncer la cessation de paiement arbitraire envers WikiLeaks, alors qu’en plus PayPal continue de payer des groupes comme le « Knights Party » qui sont associés au Ku Klux Klan, le groupe Anonymous propose leur première action légale à ses membres : clore leur compte PayPal. Anonymous revendique plus de 30 000 comptes fermés dans la journée, PayPal a cependant désactivé sa page en ligne afin d’empêcher les utilisateurs de se désinscrire facilement, PayPal demandant alors d’appeler par téléphone le service client pour désactiver un compte. La clôture de son compte en ligne est actuellement de nouveau possible.
En 2013, une enquête de BFM Business montre comment PayPal « échappe à l’impôt » en France en faisant transiter vers le Luxembourg l’essentiel des paiements électroniques perçus. Selon les statistiques de la BCE citées dans l’enquête, le Grand-Duché drainerait ainsi 71 % des achats en monnaies électroniques de toute l’Union européenne : « L’argent remonte ensuite vers un autre paradis fiscal, Singapour », où la société a négocié un taux d’imposition sur les bénéfices de 1 % depuis 2012.
Le 30 août 2016, les Palestiniens protestent contre la discrimination qui concerne les transactions qui ne peuvent pas être émises des territoires gérés par l'Autorité Palestinienne. Les responsables palestiniens ont, en effet, écrit à l’entreprise américaine PayPal pour réclamer le droit de pouvoir, eux aussi, payer en ligne avec cet outil de transaction financière très utilisé dans le monde. Les Palestiniens en sont privés, ce qui bride l’économie palestinienne.
En mars 2018, PayPal interdit son service à l’Union juive française pour la paix (UJFP), justifiant officiellement que « PayPal a une tolérance zéro pour l’utilisation de (sa) plateforme de paiement sécurisée pour faciliter les activités [que PayPal juge] illégales ». Dans ce cadre, PayPal avait déjà bloqué en janvier 2018 le compte de l’Association France-Palestine Solidarité (AFPS) à la demande du « Zachor Legal Institute », groupe de réflexion juridique chargé de défendre Israël face au boycott du BDS. L'UJFP indique qu'elle se réserve la possibilité d’intenter une action en justice contre PayPal,.